# Dichagyris nigrolineata
Dichagyris nigrolineata är en fjärilsart som beskrevs av Corti och Max Wilhelm Karl Draudt 1933. Dichagyris nigrolineata ingår i släktet Dichagyris och familjen nattflyn. Inga underarter finns listade i Catalogue of Life.